# Sciton flavocastaneus
Sciton flavocastaneus är en skalbaggsart som beskrevs av Lea 1917. Sciton flavocastaneus ingår i släktet Sciton och familjen Melolonthidae. Inga underarter finns listade i Catalogue of Life.